# Oxymerus pallidus
Oxymerus pallidus là một loài bọ cánh cứng trong họ Cerambycidae.